# 私有教会制
私有教会制（しゆうきょうかいせい、羅:ecclesia propria、独:Eigenkirche）は、中世ヨーロッパにおいて、教会の建物や敷地や付属物などが俗人領主の私的所有権の下にあることを指す。俗人所有権下にある修道院のことは私有修道院と言う。当初は世俗の有力者が私有教会を有していたが、のちになって修道院や司教の私有教会も現れるようになった。
私有教会制は、ゲルマン人の家父祭司制を起源とする説と、荘園制を起源とする説がある。私有教会制は7世紀頃からみられ、9世紀から10世紀にかけてがピークとなる。ザクセン朝ドイツにおいて、私有教会は世俗の封建制機構に取り込まれ、特に私有修道院は俗人修道院長によって統治された。
私有教会において、建物・敷地・付属物といった有体財産の処分権のみならず、聖務遂行権や聖職叙任権に関しても所有者からの支配・干渉を受けることとなる。
私有教会に関する事物は所属する司教区の意思が届くことはなかった。ときとして教会が聖務に付随して有していた諸権利が、所有者たる俗人領主によって簒奪され、その諸権利によって利殖し、またその諸権利を封として臣下に与えたり遺産として子息に相続したりすることもあった。以下はその諸権利の一部。
- 空位期間収入取得権（jus regaliae）
- 聖職者遺産接収権（jus spolii）
- 聖式謝礼徴収権（jura stolae）
- 十分の一税徴収権（jus decimationis）

グレゴリウス改革において、私有教会制は司教区の統一を乱すものとして、私有教会がヒエラルキーの中に組み込まれるよう促した。そして私有教会制はヴォルムス協約によって解消へと導かれることとなった。
イングランド国教会においては、ウェストミンスター寺院をはじめとして、現在でもイギリス王室所有の私有教会が存在する。